# Camila Banus
Pour les articles homonymes, voir Banus.
Camila Banus, née le 22 juillet 1990 à Miami Beach en Floride, est une actrice américaine.

## Filmographie
- 2005 : Lenny the Wonder Dog : Rainbow
- 2006 : Dexter (série télévisée) : la nageuse
- 2007 : Seguro y urgente (série télévisée) : Tina
- 2008 : Gabriel, amor inmortal (série télévisée) : Vampirita 2008 (2 épisodes)
- 2008-2009 : One Life to Live (série télévisée) : Lola Montez / Talia Sahid (49 épisodes)
- 2009 : See Kate Run (téléfilm)
- 2010 : I'm in the Band (série télévisée) : Bianca Ortega
- 2010 : Zeke and Luther (série télévisée) : la grande sœur
- depuis 2010 : Des jours et des vies (Days of Our Lives) (série télévisée) : Gabi Hernandez (1116 épisodes)
- 2011 : ACME Saturday Night (série télévisée) (segment "Waking up with Brett Sheridan")
- 2013 : Counterpunch : Talia Portillo
- 2014 : Matador (série télévisée) : la jolie servante No. 2
- 2014 : Wishin' and Hopin' : Simone Funicello
- 2015 : Hawaii 5-0 (série télévisée) : Tori Onuma
- 2015 : Ripples on the Water (court métrage) : Linda
- 2016 : Mistresses (série télévisée) : Kylie (5 épisodes)
- 2016 : The Broken Camera (court métrage) : Carmen
- 2016 : Speak Now : Nella
- 2017 : Almost Amazing : Taylor
- 2017 : Snowfall (série télévisée) : Lucia Villanuevo
- 2018 : Global Child (série télévisée)
- 2018 : Rhino (téléfilm) : Sophie
- 2018 : Killer Caregiver : Tess Harper
- 2018 : Star (série télévisée) : Nina (7 épisodes)
- 2018 : Marigold the Matador : Marigold, plus âgée
- 2019 : The Last Defectors (série télévisée) : Isadora